# American Laser Games
American Laser Games (ALG) — американская компания, разработчик видеоигр, один из основных производителей интерактивных фильмов в 1990-х годах. Располагалась в Альбукерке, Нью-Мексико. Была основана в конце 1980-х годов Робертом Гребом (Robert Grebe), ранее создавшим систему для тренировки полицейских и решившим адаптировать её для более широкого рынка развлечений, в частности для аркадных игровых автоматов. Позже, в связи с ослабеванием рынка игровых автоматов, компания стала поддерживать игровую консоль 3DO — как в качестве способа выхода на рынок домашних видеоигр, так и для продолжения участия в аркадном бизнесе за счёт использования более дешёвой платформы 3DO для игровых автоматов. В 1995 году компания выпустила игры Mazer для 3DO и Orbatak для аркадных автоматов на основе аппаратуры 3DO — свои единственные игры, не основанные на технологии FMV.
Компанией также был выпущен световой пистолет PC Gamegun для IBM PC. Он не получил успеха, в частности из-за низкой точности стрельбы.
Компания продолжала функционировать до конца 1990-х годов. В 1995 году компанией был создан лейбл Her Interactive, под которым она начала выпуск «игр для девочек» для IBM PC. Это привело к финансовым трудностям и закрытию компании. Незадолго до закрытия ALG, лейбл Her Interactive выделился в самостоятельную компанию и приобрёл ALG.
В 2000 году все права на игры ALG были проданы Her Interactive компании Digital Leisure, Inc. Многие из игр были переизданы этой компанией для IBM PC и DVD-проигрывателей.

## Игры в жанре интерактивного тира
- Crime Patrol
- Crime Patrol 2: Drug Wars
- Fast Draw Showdown
- Gallagher's Gallery
- The Last Bounty Hunter
- Mad Dog McCree
- Mad Dog II: The Lost Gold
- Shootout at Old Tucson
- Space Pirates
- Who Shot Johnny Rock?

## Другие игры
- Mazer
- Way of the Warrior (совместно с Naughty Dog)
- OrbAtak
- McKenzie & Co.
- McKenzie & Co. : More Friends
- Vampire Diaries
- Battles in Time (совместно с QQP)